# Saturn Awards 2007
La 33ª edizione dei Saturn Awards si è svolta il 10 maggio 2007 all'Universal City Hilton Hotel di Los Angeles in California, per premiare le migliori produzioni cinematografiche del 2006. La cerimonia è stata presentata da Greg Grunberg e Jeff Ross.
Durante la cerimonia è stato celebrato il 35º anniversario dell'Academy of Science Fiction, Fantasy & Horror Films.

## Vincitori e candidati
I vincitori sono indicati in grassetto, a seguire gli altri candidati.

### Film

#### Miglior film di fantascienza
- I figli degli uomini (Children of Men), regia di Alfonso Cuarón[1]
- Déjà vu - Corsa contro il tempo (Déjà Vu), regia di Tony Scott
- The Fountain - L'albero della vita (The Fountain), regia di Darren Aronofsky
- The Prestige, regia di Christopher Nolan
- V per Vendetta (V for Vendetta), regia di James McTeigue
- X-Men - Conflitto finale (X-Men: The Last Stand), regia di Brett Ratner

#### Miglior film fantasy
- Superman Returns, regia di Bryan Singer[2]
- La tela di Carlotta (Charlotte's Web), regia di Gary Winick
- Eragon, regia di Stefen Fangmeier
- Una notte al museo (Night at the Museum), regia di Shawn Levy
- Pirati dei Caraibi - La maledizione del forziere fantasma (Pirates of the Caribbean: Dead Man's Chest), regia di Gore Verbinski
- Vero come la finzione (Stranger than Fiction), regia di Marc Forster

#### Miglior film horror
- The Descent - Discesa nelle tenebre (The Descent), regia di Neil Marshall[3]
- Final Destination 3, regia di James Wong
- Hostel, regia di Eli Roth
- Saw III - L'enigma senza fine (Saw III), regia di Darren Lynn Bousman
- Slither, regia di James Gunn
- Snakes on a Plane, regia di David R. Ellis

#### Miglior film d'azione/avventura/thriller
- Casino Royale, regia di Martin Campbell[4]
- The Departed - Il bene e il male (The Departed), regia di Martin Scorsese
- Giovani aquile (Flyboys), regia di Tony Bill
- Mission: Impossible III, regia di J. J. Abrams
- Diario di uno scandalo (Notes on a Scandal), regia di Richard Eyre
- Profumo - Storia di un assassino (Perfume: The Story of a Murderer), regia di Tom Tykwer

#### Miglior attore
- Brandon Routh - Superman Returns
- Daniel Craig - Casino Royale
- Clive Owen - I figli degli uomini (Children of Men)
- Hugh Jackman - The Fountain - L'albero della vita (The Fountain)
- Tom Cruise - Mission: Impossible III (Mission: Impossible III)
- Will Ferrell - Vero come la finzione (Stranger Than Fiction)

#### Miglior attrice
- Natalie Portman - V per Vendetta (V for Vendetta)
- Shauna Macdonald - The Descent - Discesa nelle tenebre (The Descent)
- Renée Zellweger - Miss Potter
- Judi Dench - Diario di uno scandalo (Notes on a Scandal)
- Maggie Gyllenhaal - Vero come la finzione (Stranger Than Fiction)
- Kate Bosworth - Superman Returns

#### Miglior attore non protagonista
- Ben Affleck - Hollywoodland
- Sergi López - Il labirinto del fauno (El laberinto del fauno)
- Philip Seymour Hoffman - Mission: Impossible III
- Bill Nighy - Pirati dei Caraibi - La maledizione del forziere fantasma (Pirates of the Caribbean: Dead Man Chest)
- James Marsden - Superman Returns
- Kelsey Grammer - X-Men - Conflitto finale (X-Men: The Last Stand)

#### Miglior attrice non protagonista
- Famke Janssen - X-Men - Conflitto finale (X-Men: The Last Stand)
- Eva Green - Casino Royale (Casino Royale)
- Cate Blanchett - Diario di uno scandalo (Notes on a Scandal)
- Rachel Hurd-Wood - Profumo - Storia di un assassino (Perfume: The Story of a Murderer)
- Emma Thompson - Vero come la finzione (Stranger Than Fiction)
- Parker Posey - Superman Returns

#### Miglior attore emergente
- Ivana Baquero - Il labirinto del fauno (El laberinto del fauno)
- Edward Speleers - Eragon
- Go Ah-sung - The Host (Gwoemul)
- Mitchel Musso - Monster House
- Tristan Lake Leabu - Superman Returns
- Jodelle Ferland - Tideland - Il mondo capovolto (Tideland)

#### Miglior regia
- Bryan Singer - Superman Returns[5]
- J. J. Abrams - Mission: Impossible III
- Alfonso Cuarón - I figli degli uomini (Children of Men)
- Guillermo del Toro - Il labirinto del fauno (El laberinto del fauno)
- Mel Gibson - Apocalypto
- Tom Tykwer - Profumo - Storia di un assassino (Perfume: The Story of a Murderer)

#### Miglior sceneggiatura
- Michael Dougherty e Dan Harris - Superman Returns
- Andrew Birkin, Bernd Eichinger e Tom Tykwer - Profumo - Storia di un assassino (Perfume: The Story of a Murderer)
- Guillermo del Toro - Il labirinto del fauno (Pan's Labyrinth)
- Zach Helm - Vero come la finzione (Stranger than Fiction)
- Neal Purvis e Robert Wade e Paul Haggis - Casino Royale
- Fratelli Wachowski - V per Vendetta (V for Vendetta)

#### Miglior costumi
- Yee Chung-Man - La città proibita (满城尽带黄金甲)
- Joan Bergin - The Prestige
- Penny Rose - Pirati dei Caraibi - La maledizione del forziere fantasma (Pirates of the Caribbean: Dead Man's Chest)
- Judianna Makovsky - X-Men - Conflitto finale (X-Men: The Last Stand)
- Nic Ede - Giovani aquile (Flyboys)
- Sammy Sheldon - V per Vendetta (V for Vendetta)

#### Miglior trucco
- Todd Masters e Dan Rebert - Slither
- Paul Hyett e Vickie Lang - The Descent - Discesa nelle tenebre (The Descent)
- Howard Berger, Greg Nicotero e Mario Michisanti - Le colline hanno gli occhi (The Hills Have Eyes)
- David Martí e Montse Ribé - Il labirinto del fauno (El laberinto del fauno)
- Ve Neill e Joel Harlow - Pirati dei Caraibi - La maledizione del forziere fantasma (Pirates of the Caribbean: Dead Man's Chest)
- Greg Nicotero e Scott Patton - Non aprite quella porta - L'inizio (The Texas Chainsaw Massacre: The Beginning)

#### Migliori effetti speciali
- John Knoll, Hal Hickel, Charles Gibson e Allen Hall - Pirati dei Caraibi - La maledizione del forziere fantasma (Pirates of the Caribbean: Dead Man's Chest)
- John Bruno, Eric Saindon, Craig Lyn e Michael Vezina - X-Men - Conflitto finale (X-Men: The Last Stand)
- Jeremy Dawson, Dan Schrecker, Mark G. Soper e Peter Parks - The Fountain - L'albero della vita (The Fountain)
- Roger Guyett, Russell Earl, Pat Tubach e Daniel Sudick - Mission: Impossible III
- Karin Joy, John Andrew Berton jr, Blair Clark e John Dietz - La tela di Carlotta (Charlotte's Web)
- Mark Stetson, Neil Corbould, Richard R. Hoover e Jon Thum - Superman Returns

#### Miglior colonna sonora
- John Ottman - Superman Returns
- David Arnold - Casino Royale
- Douglas Pipes - Monster House
- John Powell - X-Men - Conflitto finale (X-Men: The Last Stand)
- Trevor Rabin - Giovani aquile (Flyboys)
- Tom Tykwer, Johnny Klime e Reinhold Heil - Profumo - Storia di un assassino (Perfume: The Story of a Murderer)

#### Miglior film d'animazione
- Cars - Motori ruggenti (Cars), regia di John Lasseter
- Giù per il tubo (Flushed Away), regia di David Bowers e Sam Fell
- Happy Feet, regia di George Miller
- Monster House, regia di Gil Kenan
- La gang del bosco (Over the Hedge), regia di Tim Johnson e Karey Kirkpatrick

#### Miglior film internazionale
- Il labirinto del fauno (El laberinto del fauno), regia di Guillermo del Toro ( Messico/ Spagna)
- Apocalypto, regia di Mel Gibson ( Stati Uniti)
- La città proibita (满城尽带黄金甲), regia di Zhang Yimou ( Hong Kong/ Cina)
- Fearless (Huo Yuanjia), regia di Ronny Yu ( Cina)
- The Host (Gwoemul), regia di Bong Joon-ho ( Corea del Sud)
- Lettere da Iwo Jima (Letters from Iwo Jima), regia di Clint Eastwood ( Stati Uniti/ Giappone)

### Televisione

#### Miglior serie televisiva trasmessa da una rete
- Heroes
- Jericho
- Lost
- Smallville
- 24
- Veronica Mars

#### Miglior serie televisiva trasmessa via cavo
- Battlestar Galactica
- The Closer
- Dexter
- Doctor Who
- Eureka
- Kyle XY
- Stargate SG-1

#### Miglior presentazione televisiva
- The Librarian 2 - Ritorno alle miniere di Re Salomone (The Librarian: Return to King Solomon's Mines)
- Life on Mars
- The Lost Room
- Masters of Horror
- Incubi e deliri (Nightmares and Dreamscapes: From the Stories of Stephen King)
- Apocalypse - L'apocalisse (10.5: Apocalypse)

#### Miglior attore televisivo
- Michael C. Hall - Dexter
- Matt Dallas - Kyle XY
- Matthew Fox - Lost
- Edward James Olmos - Battlestar Galactica
- Kiefer Sutherland - 24
- Noah Wyle - The Librarian 2 - Ritorno alle miniere di Re Salomone (The Librarian: Return to King Solomon's Mines)

#### Miglior attrice televisiva
- Jennifer Love Hewitt - Ghost Whisperer
- Patricia Arquette - Medium

- Kristen Bell - Veronica Mars
- Evangeline Lilly - Lost
- Katee Sackhoff - Battlestar Galactica
- Kyra Sedgwick - The Closer

#### Miglior attore non protagonista televisivo
- Masi Oka - Heroes
- James Callis - Battlestar Galactica
- Michael Emerson - Lost
- Greg Grunberg - Heroes
- Josh Holloway - Lost
- James Remar - Dexter

#### Miglior attrice non protagonista televisiva
- Hayden Panettiere - Heroes
- Gabrielle Anwar - The Librarian 2 - Ritorno alle miniere di Re Salomone (The Librarian: Return to King Solomon's Mines)
- Jennifer Carpenter - Dexter
- Ali Larter - Heroes
- Allison Mack - Smallville
- Elizabeth Mitchell - Lost

### Home media

#### Miglior edizione DVD/Blu-ray (film)
- The Sci Fi Boys
- Bambi 2 - Bambi e il Grande Principe della foresta (Bambi II)
- Beowulf & Grendel
- The Butterfly Effect 2
- L'uomo senza ombra 2 (Hollow Man 2)
- 2001 Maniacs

#### Miglior edizione speciale DVD/Blu-ray
- Superman II
- Le cronache di Narnia - Il leone, la strega e l'armadio (The Chronicles of Narnia: The Lion, the Witch and the Wardrobe)
- Final Destination 3
- Old Boy
- King Kong
- Saw II - La soluzione dell'enigma (Saw II)

#### Miglior edizione DVD/Blu-ray di un film classico
- Godzilla (ゴジラ)
- Il pianeta proibito (Forbidden Planet)
- Free Enterprise
- Nightmare - Dal profondo della notte (A Nightmare on Elm Street)
- Sentieri selvaggi (The Searchers)
- La dea della città perduta (She)
- Cittadino dello spazio (This Island Earth)

#### Miglior collezione DVD/Blu-ray
- James Bond Ultimate Edition (Collections 1-4)
- The Boris Karloff Collection
- The Exorcist - The Complete Anthology
- The Premiere Frank Capra Collection
- Hollywood Legends of Horror Collection
- Superman Ultimate Collector's Edition

#### Miglior edizione DVD/Blu-ray (serie TV)
- Masters of Horror
- Deadwood - stagione 2
- Doctor Who - stagione 2
- Lost - stagione 2
- Spooks (MI-5) - volume 4
- Mystery Science Theater 3000 Collection - volume 9 e 10

#### Miglior edizione DVD/Blu-ray di una serie TV passata
- Adventures of Superman - stagione 6
- Storie incredibili (serie televisiva 1985) (Amazing Stories) - stagione 1
- Saturday Night Live - stagione 1
- Star Trek (serie animata)
- Viaggio in fondo al mare (Voyage to the Bottom of the Sea) - stagione 1 e 2
- Selvaggio west (The Wild Wild West) - stagione 1

## Premi speciali
- Rising Star Award: Matt Dallas - Kyle XY
- Filmmaker's Showcase Award: James Gunn - Slither
- Service Award: Kerry O'Quinn - Starlog Magazine
- Special Recognition Award: Alien Xmas scritto da Stephen Chiodo e Jim Strain